# PMMP
PMMP es una banda finlandesa de rock/pop, originaria de la ciudad de Helsinki. En la actualidad es una de las bandas más populares de Finlandia, y también cuentan con una numerosa legión de fanes en Europa y otras partes del mundo.

## Historia
Paula Vesala y Mira Luoti se conocieron en la versión finlandesa de Popstars, donde fueron eliminadas poco antes de la final. Tras su eliminación, formaron un dueto en el 2002, y poco después se les unieron Mikko Virta, Juho Vehmanen y Heikki Kytölä para formar la banda. Ese mismo año lanzaron su primer sencillo, Rusketustraidat, que se convirtió en todo un éxito en su país natal. 
Al año siguiente, en el 2003, lanzaron su primer álbum, Kuulkaas enot! que catapultó a PMMP a la fama con sencillos como Niina, Kesä-95 y Joutsenet. En 2003 también ganaron el premio Emma a Mejor Artista Nuevo y realizaron una exitosa gira por toda Finlandia.
El nombre de la banda PMMP, son siglas de "Paulan ja Miran Molemmat Puolet", que significa "Los dos lados de Paula y Mira".
Luego, en el 2005, lanzaron su segundo álbum de estudio, Kovemmat kädet, que también logró grandes ventas. De este álbum se desprendieron exitosos sencillos como Matkalaulu y Pikkuveli, versión de la canción más exitosa de Noitalinna Huraa, grupo de la década de 1980. En el 2006, el grupo fue candidato en los MTV Europe Music Awards al premio de la categoría de Mejor Artista de Finlandia.
A finales del 2006, el grupo lanzó su tercer disco de estudio, llamado Leskiäidin tyttäret, del cual se extrajeron dos sencillos oficiales, Joku Raja, un tema que utilizaron en una campaña contra los malos tratos en el Día Internacional de la Mujer, y Tässä elämä on´, aparte de otros dos sencillos de promoción radiofónica, Kesäkaverit y Kiitos.
A finales del 2007 lanzaron al mercado un disco recopilatorio de canciones folclóricas finlandesas de expresión fínica para niños titulado Puuhevonen (que significa caballo de madera), del cual se lanzó el sencillo Täti Monika (Tía Mónica).
Tras el nacimiento de los hijos de ambas integrantes, el grupo se metió en el estudio de grabación para grabar su nuevo álbum, Veden Varaan, que se convirtió en el disco más vendido del año 2009 en Finlandia, y les valió premios y reconocimientos.
Editaron dos libros sobre ellas: en 2008 el homónimo PMMP, con anécdotas, fotos, etc, en el que tanto Paula como Mira colaboraron, y en 2010 el fotógrafo Kalle Björklid (que las acompañó durante su tour) lanzó PMMP – Vaahtopäät, un trabajo con fotográfico. 
Debido a su gran éxito durante el año, las integrantes de PMMP fueron invitadas a la Celebración de Independencia, el 6 de diciembre de 2009, llevada a cabo por la presidenta Tarja Halonen. Paula Vesala asistió junto a su pareja Lauri Ylönen. También en 2009 editaron PMMP-Lukku, una reedición de todos sus discos, con algunos temas inéditos.
Conocidas por su ideología, Mira Luoti y Paula Vesala fueron dos de los más de 40 artistas finlandeses (entre los que también se encontraba Lauri Ylönen) que firmaron un petitorio para que se modifique la Ley de Derechos de Autor de Finlandia.

## Miembros de la Banda
- Paula Vesala - Cantante.
- Mira Luoti - Cantante.
- Mikko Virta - Guitarra.
- Juho Vehmanen - Bajo, Coros.
- Heikki Kytölä - Batería.

## Discografía

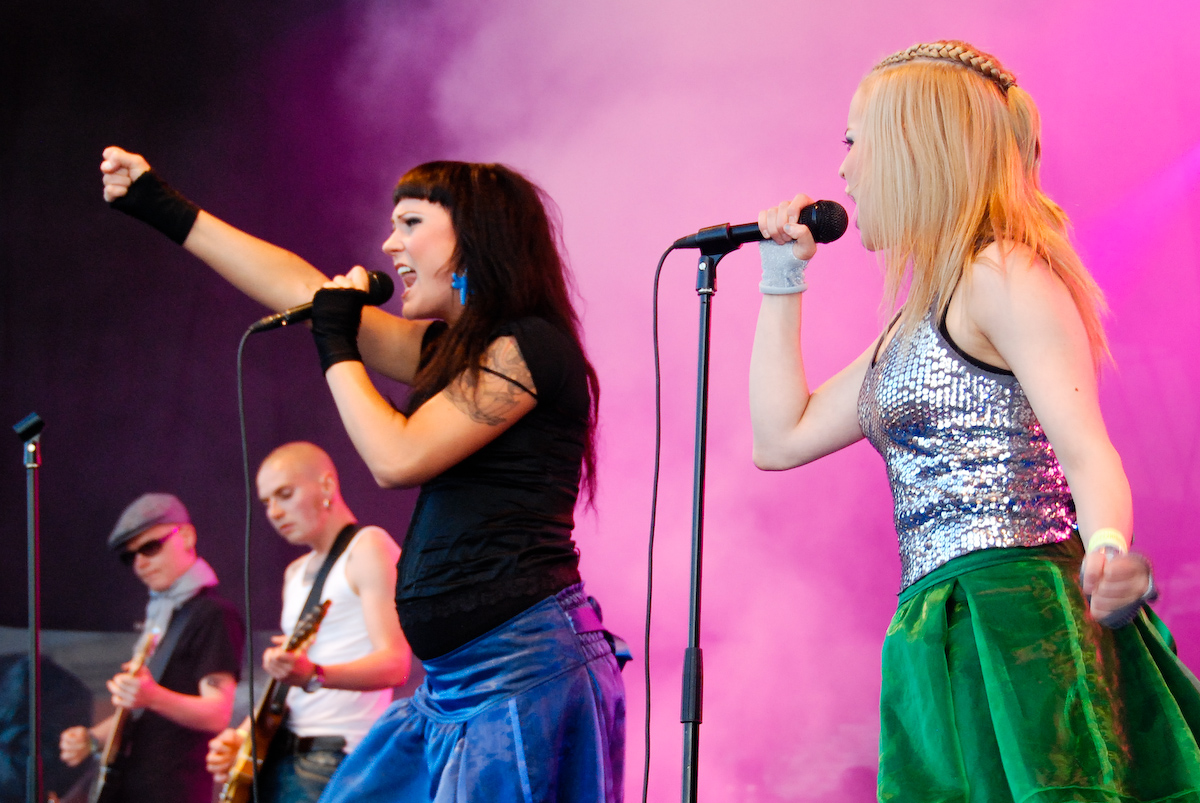
Paula Vesala y Mira Luoti actuando en el Ilosaarirock 2007.

### Álbumes
- Kuulkaas enot! (5 de septiembre de 2003)
- Kovemmat kädet (9 de marzo de 2005)
- Leskiäidin tyttäret (15 de noviembre de 2006)
- Puuhevonen (14 de noviembre de 2007)
- Veden Varaan (25 de marzo de 2009)
- Rakkaudesta (11 de junio de 2012)

### Álbumes compilatorios
- PMMP-Lukku (25 de noviembre de 2009)

### Sencillos
- Rusketusraidat (2003)
- Niina (2003)
- Joutsenet (2003)
- Kesä-95' (promo-radio) (2003)
- Päiväkoti (2005)
- Oo siellä jossain mun (2005)
- Matkalaulu (2005)
- Pikkuveli (2005)
- Kumivirsi (promoción) (2005)
- Henkilökohtaisesti (2006)
- Joku raja (2006)
- Tässä elämä on (2007)
- Kesäkaverit (promoción) (2007)
- Kiitos (promoción) (2007)
- Täti Monika (promoción) (2007)
- Viimeinen Valitusvirsi (2009)
- Lautturi (2009)
- Pariterapiaa (2009)
- Lapsuus loppui (2009)
- Helliumpallo (2012)
- Rakkalleni (2012)

### DVD
- Kuulkaas Live! (2009)

### Videografía
- Rusketusraidat (2003)
- Joutsenet (2003)
- Päiväkoti (2005)
- Matkalaulu (2005)
- Pikkuveli (2005)
- Henkilökohtaisesti (2006)
- Tässä elämä on (2007)
- Joku raja (2007)
- Täti Monika (2007)
- Magdaleena (2007)
- Viimeinen Valitusvirsi (2009)
- Lautturi (2009)
- Helliumpallo (2012)
- Rakkalleni (2012)

### Libros
- PMMP (2008)
- Kalle Björklid: PMMP – Vaahtopäät (2010)